# Estret de Iugor

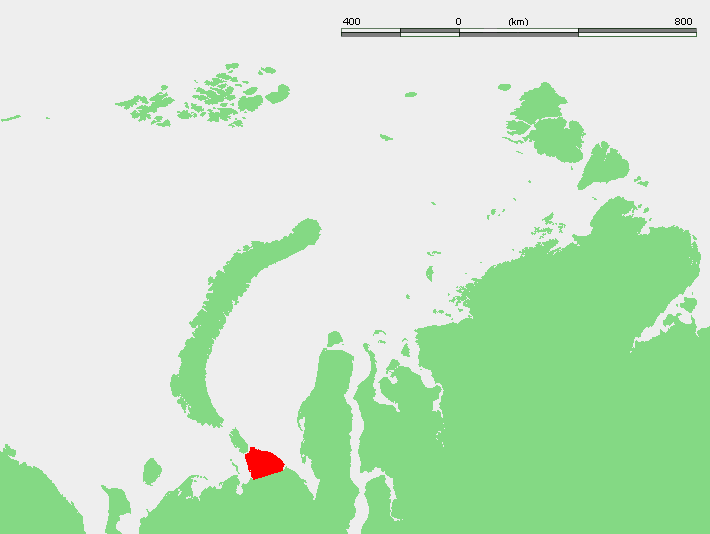
Ubicació de la península del Iugor. L'estret de Iugor està ubicat al seu extrem nord.

L'estret de Iugor (rus: Югорский Шар, Iugorski Xar) és un estret ubicat a un dels extrems més septentrionals d'Europa, que connecta el mar de Kara amb el mar de Petxora. Separa així mateix la península de Iugor, a la part continental russa, de l'illa de Vaigatxa. Té una longitud d'aproximadament 40 km i la seva amplada oscil·la entre 2,5 km i 12 km. La profunditat màxima és de 36 m i la major part de l'any està cobert de gel.
Entre les illes que s'ubiquen al llarg de l'estret, destaquen l''illa de Storojevoi, amb una longitud de 1.6 km, i l'illa de Sokoli.
El nom de l'estret prové de Iugrà, una denominació antiga de la regió ubicada al del sud de l'estret de Iugor.

## Història
El viatge més antic a través de l'estret de Iugor del qual es té constància va ser emprès per l'explorador rus Uleb el 1032, partint des de Nijni Nóvgorod i en direcció cap al mar de Kara. Aquest passatge, tradicionalment és conegut com la "Porta de Ferro" de l'Àrtic.
Els "Pomors" russos, habitants de la costa del mar Blanc, havien estat explorant aquest estret des del segle xi. La primera ruta marítima comercial de l'Àrtic, la Gran Ruta de Mangazea, des del mar Blanc fins al riu Ob i el golf del Ienissei, va començar a operar a finals del segle XVI.
Aquesta línia martítima obria l'accés als recursos naturals de Sibèria i va funcionar fins al 1619, quan fou clausurada per motius militars i polítics, ja que es temia una possible penetració d'europeus cap a Siberia.
L'estret de Iugor fou una via martítima important en les primeres exploracions de la Ruta del Mar del Nord i també pel trànsit de combois marítims soviètics durant Segona Guerra Mundial.